# (6586) Seydler
(6586) Seydler es un asteroide perteneciente al cinturón de asteroides, región del sistema solar que se encuentra entre las órbitas de Marte y Júpiter.
Fue descubierto el 28 de octubre de 1984 por Antonín Mrkos desde el Observatorio Kleť.

## Designación y nombre
Designado provisionalmente como 1984 UK1. Nombrado en memoria de August Seydler (1849-1891), profesor de astronomía y física teórica en la Universidad Carolina de Praga. Fundó el Instituto Astronómico de la parte checa de la Universidad Carolina en 1886. Varias de sus obras tratan sobre mecánica celeste y cálculos de órbitas para planetas menores y cometas.

## Características orbitales
Seydler está situado a una distancia media del Sol de 2,448 ua, pudiendo alejarse hasta 2,818 ua y acercarse hasta 2,078 ua. Su excentricidad es 0,151 y la inclinación orbital 3,630 grados. Emplea 1398,88 días en completar una órbita alrededor del Sol.

## Características físicas
La magnitud absoluta de Seydler es 13,83. Tiene 5,312 km de diámetro y su albedo se estima en 0,172.